# ItaloBrothers
ItaloBrothers er et dance projekt fra Nordhorn i Tyskland. Gruppen består af Matthias "Matze" Metten (Sanger), Zacharias "Zac McCrack/Zachi" Adrian (DJ) og Christian Müller (producer), der også er kendt under navnet Kristian Sandberg.
ItaloBrothers er også kendt for deres New Voc mixes, hvor de ikke kun mixer lyden men Matze lægger også ny stemme til. ItaloBrothers står bag det store hit "Stamp On The Ground" som endte på #14 på de danske hitlister. ItaloBrothers er under kontrakt hos Zooland Records/Punch.DJ/Disco:Wax.
De har hovedsageligt haft succes i Skandinavien og Centraleuropa, men har også turneret i Østeuropa.

## Diskografi

### Albums
- 2010: Stamp![2]

### Singler
| Titel                                                                                                   | År   | Højeste hitlisteplacering | Højeste hitlisteplacering | Højeste hitlisteplacering | Højeste hitlisteplacering | Højeste hitlisteplacering | Højeste hitlisteplacering | Højeste hitlisteplacering | Højeste hitlisteplacering | Højeste hitlisteplacering | Certificeringer | Album              |
| Titel                                                                                                   | År   | GER                       | AUT                       | BEL (Wa)                  | DEN                       | FIN                       | FRA                       | NOR                       | SWE                       | SWI                       | Certificeringer | Album              |
| --- | ---- | ------------------------- | ------------------------- | ------------------------- | ------------------------- | ------------------------- | ------------------------- | ------------------------- | ------------------------- | ------------------------- | --- | ------------------ |
| "The Moon"                                                                                              | 2005 | —                         | —                         | —                         | —                         | —                         | —                         | —                         | —                         | —                         | | Stamp!             |
| "Colours of the Rainbow" (with Tune Up!)                                                                | 2006 | —                         | —                         | —                         | —                         | —                         | —                         | —                         | —                         | —                         | | Stamp!             |
| "Counting Down the Days"                                                                                | 2007 | —                         | —                         | —                         | —                         | —                         | —                         | —                         | —                         | —                         | | Stamp!             |
| "Where are you now"                                                                                     | 2008 | —                         | —                         | —                         | —                         | —                         | —                         | —                         | —                         | —                         | | Stamp!             |
| "Stamp on the Ground"                                                                                   | 2009 | —                         | —                         | —                         | 14                        | —                         | —                         | 11                        | 53                        | —                         | - GLF: 2× Platin - IFPI DEN: 2× Platin - IFPI NOR: Platin                                                              | Stamp!             |
| "Love Is On Fire"                                                                                       | 2010 | —                         | —                         | —                         | —                         | —                         | —                         | —                         | —                         | —                         | | Stamp!             |
| "Underwater World"                                                                                      | 2010 | —                         | —                         | —                         | —                         | —                         | —                         | —                         | —                         | —                         | | Stamp!             |
| "Radio Hardcore"                                                                                        | 2010 | —                         | —                         | —                         | 29                        | —                         | —                         | —                         | —                         | —                         | | Stamp!             |
| "Cryin' in the Rain"                                                                                    | 2011 | —                         | —                         | —                         | —                         | —                         | —                         | —                         | —                         | —                         | | Ikke album-singler |
| "Boom" (featuring Carlprit)                                                                             | 2011 | —                         | —                         | —                         | —                         | —                         | —                         | —                         | —                         | —                         | - IFPI DEN: Guld | Ikke album-singler |
| "Pandora 2012"                                                                                          | 2012 | —                         | —                         | —                         | —                         | —                         | —                         | —                         | —                         | —                         | | Ikke album-singler |
| "My Life Is a Party"                                                                                    | 2012 | 43                        | 18                        | 84                        | —                         | —                         | 103                       | —                         | —                         | 62                        | - IFPI DEN: Guld | Ikke album-singler |
| "This Is Nightlife"                                                                                     | 2013 | 41                        | 26                        | 25                        | 32                        | 16                        | 24                        | —                         | —                         | 22                        | - IFPI DEN: Platin | Ikke album-singler |
| "Up 'N Away"                                                                                            | 2014 | —                         | 64                        | —                         | —                         | —                         | —                         | —                         | —                         | —                         | | Ikke album-singler |
| "P.O.D."                                                                                                | 2014 | —                         | —                         | —                         | —                         | —                         | —                         | —                         | —                         | —                         | | Ikke album-singler |
| "Let's Go" (featuring P. Moody)                                                                         | 2014 | —                         | —                         | —                         | —                         | —                         | —                         | —                         | —                         | —                         | | Ikke album-singler |
| "One Heart" (with Floorfilla featuring P. Moody)                                                        | 2015 | —                         | —                         | 69                        | —                         | —                         | 57                        | —                         | —                         | —                         | | Ikke album-singler |
| "Springfield" (with Martin Tungevaag)                                                                   | 2015 | —                         | —                         | —                         | —                         | 3                         | —                         | 22                        | 51                        | —                         | - IFPI NOR: 3× Platin                                                                                                  | Ikke album-singler |
| "Welcome to the Dancefloor"                                                                             | 2015 | —                         | —                         | 58                        | —                         | —                         | 65                        | —                         | —                         | —                         | | Ikke album-singler |
| "Sleep When We're Dead"                                                                                 | 2015 | —                         | —                         | —                         | —                         | —                         | —                         | —                         | —                         | —                         | | Ikke album-singler |
| "Kings & Queens"                                                                                        | 2015 | —                         | —                         | —                         | —                         | —                         | —                         | —                         | —                         | —                         | | Ikke album-singler |
| "Generation Party"                                                                                      | 2016 | —                         | —                         | —                         | —                         | —                         | —                         | —                         | —                         | —                         | | Ikke album-singler |
| "Summer Air"                                                                                            | 2016 | 34                        | 14                        | 67                        | 14                        | 6                         | —                         | 2                         | 10                        | 36                        | - BVMI: Guld - GLF: 3× Platin - IFPI AUT: Guld - IFPI DEN: 2× Platin - IFPI NOR: 3× Platin - IFPI SWI: Guld - MC: Guld | Ikke album-singler |
| "Hasselhoff 2017"                                                                                       | 2017 | —                         | —                         | —                         | —                         | —                         | —                         | —                         | —                         | —                         | | Ikke album-singler |
| "Fiction Squad"                                                                                         | 2017 | —                         | —                         | —                         | —                         | —                         | —                         | —                         | —                         | —                         | | Ikke album-singler |
| "Sorry"                                                                                                 | 2017 | —                         | —                         | —                         | —                         | —                         | —                         | —                         | —                         | —                         | | Ikke album-singler |
| "Looking Back Someday"                                                                                  | 2018 | —                         | —                         | —                         | —                         | —                         | —                         | —                         | —                         | —                         | | Ikke album-singler |
| "Inside Out"                                                                                            | 2018 | —                         | —                         | —                         | —                         | —                         | —                         | —                         | —                         | —                         | | Ikke album-singler |
| "Till You Drop"                                                                                         | 2018 | —                         | —                         | —                         | —                         | —                         | —                         | —                         | —                         | —                         | | Ikke album-singler |
| "Games"                                                                                                 | 2019 | —                         | —                         | —                         | —                         | —                         | —                         | —                         | —                         | —                         | | Ikke album-singler |
| "Ocean Breeze"                                                                                          | 2019 | —                         | —                         | —                         | —                         | —                         | —                         | —                         | —                         | —                         | | Ikke album-singler |
| "Let Go" (featuring Kiesza)                                                                             | 2020 | —                         | —                         | —                         | —                         | —                         | —                         | —                         | —                         | —                         | | Ikke album-singler |
| "Stay"                                                                                                  | 2020 | —                         | —                         | —                         | —                         | —                         | —                         | —                         | —                         | —                         | | Ikke album-singler |
| "Down For The Ride"                                                                                     | 2021 | —                         | —                         | —                         | —                         | —                         | —                         | —                         | —                         | —                         | | Ikke album-singler |
| "Sing It Back Again" (with LIZOT)                                                                       | 2021 | —                         | —                         | —                         | —                         | —                         | —                         | —                         | —                         | —                         | | Ikke album-singler |
| "Daydream"                                                                                              | 2021 | —                         | —                         | —                         | —                         | —                         | —                         | —                         | —                         | —                         | | Ikke album-singler |
| "Dive Deep"                                                                                             | 2022 | —                         | —                         | —                         | —                         | —                         | —                         | —                         | —                         | —                         | |                    |
| "Young at Heart" (with Frances)                                                                         | 2022 | —                         | —                         | —                         | —                         | —                         | —                         | —                         | —                         | —                         | |                    |
| "—" indikerer numre der ikke blev udgivet i pågældende land eller ikke opnåede en plads på hitlisterne. |      |                           |                           |                           |                           |                           |                           |                           |                           |                           | |                    |

1. ↑  The song "My Life Is a Party" did not enter the Ultratop 50, but peaked at number 34 on the Ultratip chart.
2. ↑  The song "One Heart" did not enter the Ultratop 50, but peaked at number 19 on the Ultratip chart.
3. ↑  The song "Welcome to the Dancefloor" did not enter the Ultratop 50, but peaked at number 8 on the Ultratip chart.
4. ↑  The song "Summer Air" did not enter the Ultratop 50, but peaked at number 17 on the Ultratip chart.
5. ↑  "Ocean Breeze" did not enter the Swedish Singellista Chart, but peaked at number 12 on the Swedish Heatseeker Chart.[25]
6. ↑  "Ocean Breeze" did not enter the Swedish Singellista Chart, but peaked at number 12 on the Swedish Heatseeker Chart.[25]

### Remix
- Young London - Let Me Go (ItaloBrothers Radio Edit) (2013)
- Manian - Saturday Night (ItaloBrothers Radio Edit) (2013)
- Floorfilla - Italodancer (ItaloBrothers New Vocal Remix) (2007)
- Manian - Turn The Tide (ItaloBrothers New Voc Rmx) (2007)
- Dan Winter & Rob Mayth - Dare Me (ItaloBrothers New Voc Rmx) (2007)
- Manian feat. Aila - Heaven (ItaloBrothers New Voc Rmx) (2007)
- Cascada - Ready For Love (ItaloBrothers New Voc Rmx) (2006)
- Cerla vs. Manian - Jump (ItaloBrothers New Voc Rmx) (2006)